# Lechstaustufe 21 – Prittriching
Die Lechstaustufe 21 – Prittriching ist eine Staustufe des Lechs zwischen Landsberg am Lech und Augsburg und liegt am Flusskilometer 63,9 auf dem Gebiet der Gemeinde Prittriching im Landkreis Landsberg am Lech.

## Technik
Betreiber des Laufwasserkraftwerkes ist die Uniper Kraftwerke, die erzeugte Leistung beträgt 12,1 MW bei einer Fallhöhe von 9,9 m mithilfe von Kaplan-Turbinen.
Das Kraftwerk ist seit 1984 in Betrieb und wird in der Kraftwerksliste der Bundesnetzagentur als BNA1234 geführt.
Der erzeugte Strom wird von einer 20-kV-Schaltanlage vor Ort in das Netz der Bayernwerk AG eingespeist.
Der Ausbaudurchfluss des Kraftwerkes beträgt 142,5 m³/s, das Regelarbeitsvermögen 59.457 MWh pro Jahr.
Siehe auch: Liste von Wasserkraftwerken in Deutschland

## Stausee
Der sich südlich anschließende Stausee ist etwa 3,6 km lang und 0,4 km breit, er umfasst circa 40 ha. Westlich erstreckt sich das Lechfeld mit dem Fliegerhorst Lechfeld.
Der südliche Teil des Stausees ist je nach Wasserablass der Lechstaustufe 20 als Fließstrecke zu betrachten. Die Staustufe ist seit 2022 durch den Bau einer Aufstiegsanlage fischgängig.